# Caparroso
Caparroso (baskisch Kaparrotsu) ist ein Ort und eine Gemeinde (Municipio) in der Comunidad Foral Navarra in Nordspanien mit 2.861 Einwohnern (Stand: 2024).

## Lage
Caparroso liegt etwa 55 km südlich von Pamplona in einer Höhe von ca. 305 m. Durch die Gemeinde fließt der Río Aragón.

## Sehenswürdigkeiten
- archäologische Fundstelle von Caparroso an der Ruine der Christuskirche
- Fideskirche (Iglesia de Santa Fe)
- Marienkapelle
- Christuskapelle

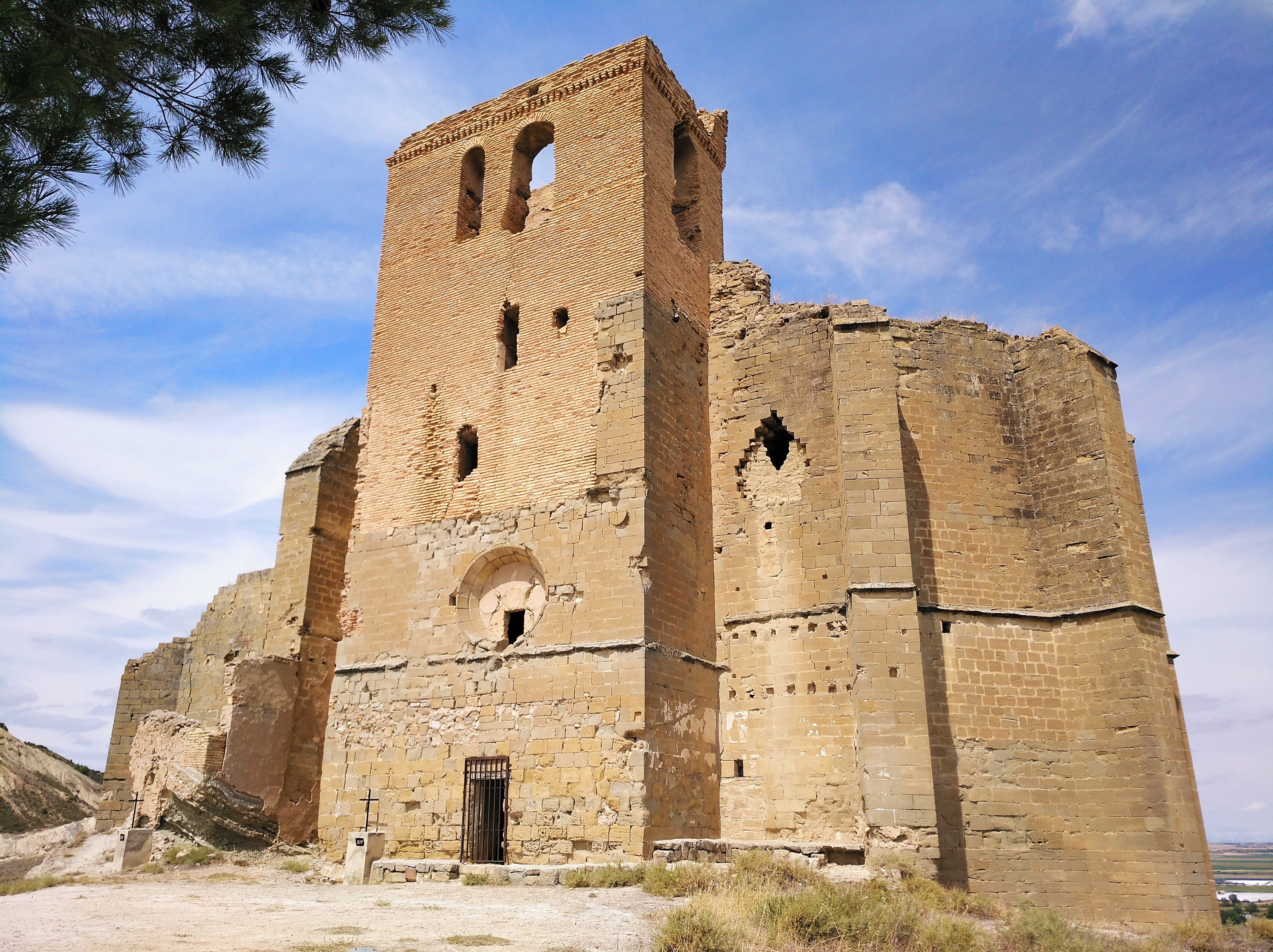
Ruine der Christuskirche
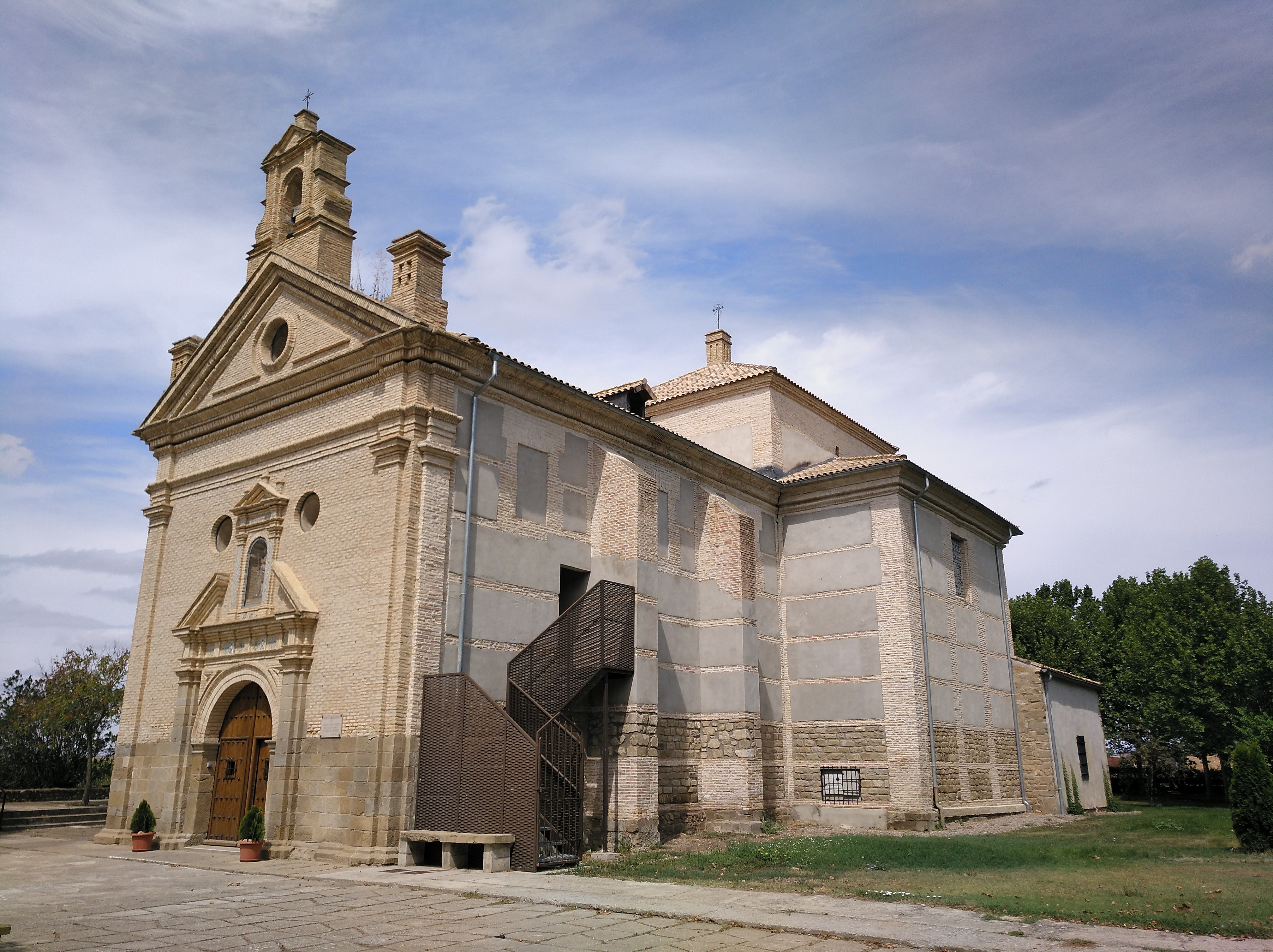
Marienkapelle

## Persönlichkeiten
- Celestino Peralta (1879–1929), Kapuzinermönch
- Rafael Aizpún (1889–1981), Jurist und Politiker, Handels- und Justizminister

## Partnerschaften
Mit den mexikanischen Städten Toluca und Cuernavaca bestehen Partnerschaften.